# Fritz Neumann-Hegenberg
Fritz Neumann-Hegenberg (* 14. Februar 1884 in Strehlen, Provinz Schlesien; † 1. August 1924 in Görlitz) war ein Wegbereiter der expressionistischen Malerei in Görlitz. Er schuf eine Vielzahl von Gemälden, Zeichnungen und Pastellen.

## Leben und Wirken

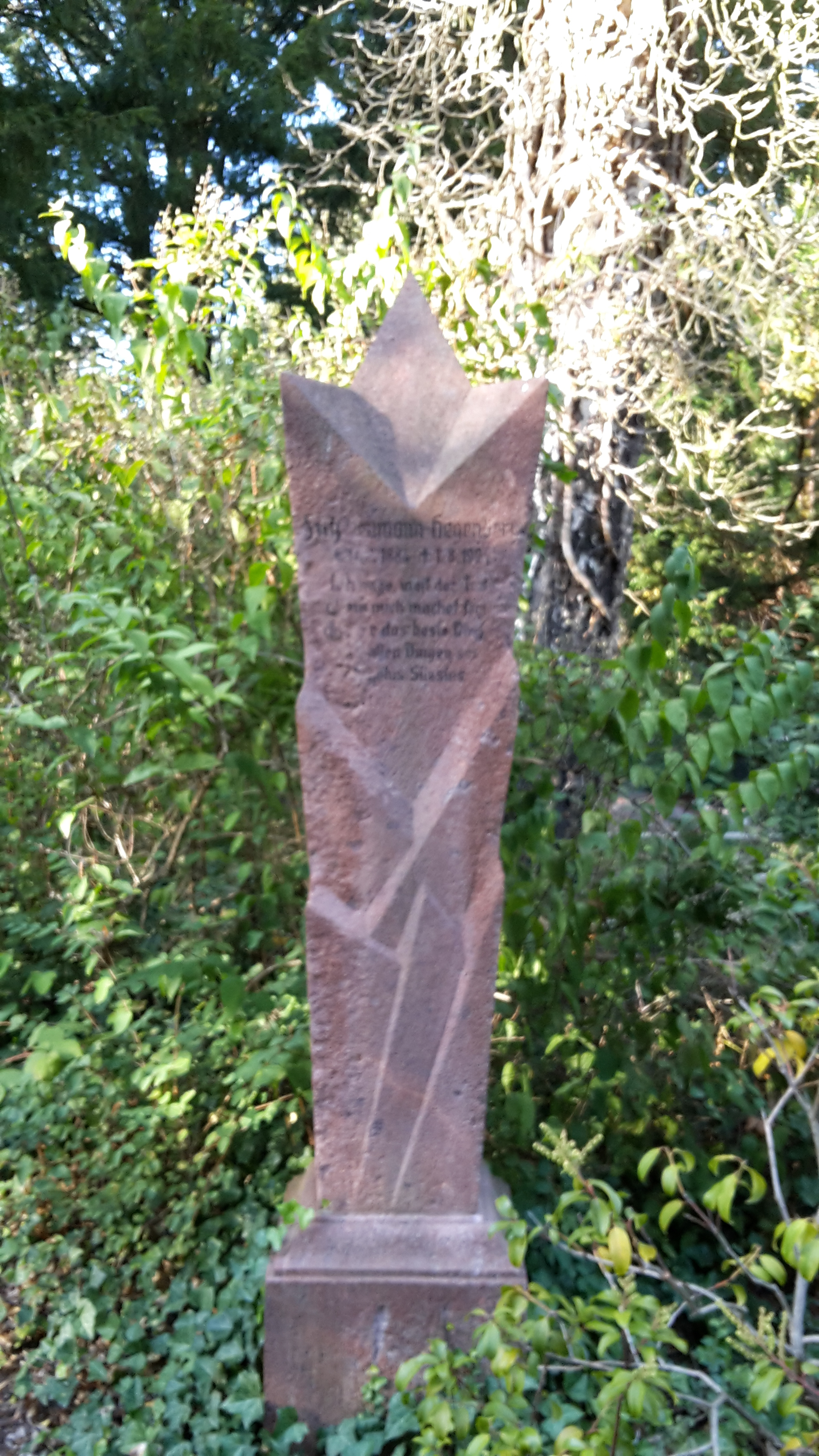
Grabmal Neumann-Hegenberg in Görlitz

Hegenberg  besuchte das Gymnasium und die Kunstakademie in Breslau, studierte in Berlin und Weimar und kam 1919 nach Görlitz, wo er an der Gewerbefachschule als Lehrer tätig war. Hegenberg beschäftigte sich nebenher mit Mystik und Theosophie sowie expressionistischer Malerei. In den 1920er Jahren prägte er das Görlitzer Kunstleben durch Ausstellungen und Vorträge. Durch Jakob Böhmes Gedanken stark beeinflusst, wurde er Gründungsmitglied des Jakob-Böhme-Bundes. Dieser Bund existierte als Sondergruppe im Kunstverein Lausitz von 1920 bis 1924.
1937 wurde im Rahmen der deutschlandweiten konzertierten Aktion „Entartete Kunst“ aus den Städtischen Kunstsammlungen Görlitz sein Tafelbild Kreuzigung beschlagnahmt und vernichtet.
Neumann-Hegenberg war seit 1917 mit der Konzertsängerin Hildegard Freiin von Lyncker (1885–1975) verheiratet, mit der er in der Prager Straße 75 b wohnte.
Er starb an Schwindsucht. Sein Grabmal aus Rochlitzer Porphyrtuff, gefertigt von Paul Polte, befindet sich auf dem städtischen Friedhof in Görlitz. Es stellt eine expressionistisch stilisierte Blüte dar und trägt die Inschrift: „Ich sage, weil der Tod allein mich machet frei, dass er das beste Ding von allen Dingen sei.“ (Zitat von Angelus Silesius)
Das Kulturhistorische Museum Görlitz besitzt heute einige seiner Gemälde und stellt diese im Kaisertrutz aus. 2021 wurde in der Fernsehsendung Bares für Rares der Verbleib einer Vielzahl seiner Bilder bekannt.